# Matt Dillon
Matthew Raymond Dillon (New Rochelle (New York), 18 februari 1964) is een Amerikaans acteur. Hij werd in 2006 genomineerd voor onder meer een Academy Award en een Golden Globe voor zijn rol in Crash.

## Biografie
Dillon werd geboren in New Rochelle (New York) als zoon van Paul Dillon en Mary Ellen. Hij heeft vier broers en een zus, waarmee hij opgroeide in Mamaroneck.
Matt werd eind jaren zeventig ontdekt toen hij spijbelde van school. Hij kreeg een rol in de film Over the Edge, die werd uitgebracht in 1979. De film kreeg goede kritieken, waardoor Dillon al snel rollen kreeg aangeboden voor andere films. In 1980 was hij te zien in de tiener- en komediefilm Little Darlings en de dramafilm My Bodyguard. Ook deze films werden meteen een groot succes, waardoor Dillon een ster werd. Hij speelde in meerdere films onder regie van Francis Ford Coppola.
Hij acteerde door de jaren heen in films die voornamelijke goede kritieken ontvingen. Ook hadden veel van de films serieuze onderwerpen. Vanaf eind jaren negentig speelde hij vooral in komediefilms. In 2005 werd hij genomineerd voor een Oscar voor de beste mannelijke bijrol in de film Crash. Het beeldje ging uiteindelijk naar George Clooney.
In 2015 speelde Matt Dillon de hoofdrol Ethan in de Amerikaanse TV serie Wayward Pines.

## Filmografie
- 1979: Over the Edge
- 1980: Little Darlings
- 1980: My Bodyguard
- 1981: Gunmen's Blues
- 1982: The Great American Fourth of July and Other Disasters
- 1982: Tex
- 1982: Liar's Moon
- 1983: The Outsiders
- 1983: Rumble Fish
- 1984: The Flamingo Kid
- 1985: Target
- 1985: Rebel
- 1986: Native Son
- 1987: The Big Town
- 1988: Kansas
- 1989: Drugstore Cowboy
- 1989: Bloodhounds of Broadway
- 1991: A Kiss Before Dying
- 1991: Women & Men 2: In Love There Are No Rules
- 1992: Singles
- 1993: The Saint of Fort Washington
- 1993: Mr. Wonderful
- 1994: Golden Gate
- 1995: To Die For
- 1995: Frankie Starlight
- 1996: Beautiful Girls
- 1996: Grace of My Heart
- 1996: Albino Alligator
- 1997: In & Out
- 1998: Wild Things
- 1998: There's Something About Mary
- 2001: One Night at McCool's
- 2002: Deuces Wild
- 2002: City of Ghosts
- 2004: Employee of the Month
- 2004: Crash
- 2005: Loverboy
- 2005: Factotum
- 2005: Herbie Fully Loaded
- 2006: You, Me and Dupree
- 2007: Nothing But the Truth
- 2009: Armored
- 2009: Old Dogs
- 2010: Takers
- 2017: Going in Style als FBI-agent Hamer
- 2018: The House That Jack Built
- 2023: Asteroid City

- Bibsys: 99012124
- Biblioteca Nacional de España: XX1173869
- Bibliothèque nationale de France: cb139390169 (data)
- Catàleg d'autoritats de noms i títols de Catalunya: 981058511652406706
- Gemeinsame Normdatei: 136025293
- International Standard Name Identifier: 0000 0000 7823 8079
- Library of Congress Control Number: n84104878
- MusicBrainz: e5065421-69c0-4da3-84fd-648eb41ade4d
- Nationale Bibliotheek van Tsjechië: js20050711009
- Nationale bibliotheek van Australië: 40747375
- Nationale Bibliotheek van Israël: 987007440399905171
- Nationale Bibliotheek van Polen: a0000001676916
- Nederlandse Thesaurus van Auteursnamen: 072282614
- SNAC: w6sb4ck3
- Système universitaire de documentation: 059559179
- Trove: 1242247
- Virtual International Authority File: 76504572
- WorldCat: E39PBJpdMj8XWpj7xyh7jYkCcP